# Adersheim
Adersheim ist ein südwestlich gelegener Ortsteil der Stadt Wolfenbüttel.

## Geographie

### Geographische Lage
Adersheim liegt am südwestlichen Rand der niedersächsischen Stadt Wolfenbüttel und ist von landwirtschaftlich genutzten Flächen umgeben. Der Ort befindet sich etwa drei Kilometer vom Zentrum der Kreisstadt entfernt und grenzt unmittelbar an die Ortsteile Fümmelse, Salzdahlum und Leinde.
In der Nähe verläuft der Adersheimer Graben, ein kleiner Wasserlauf, der in früheren Jahrhunderten vermutlich die Turmhügelburg mit Wasser versorgte. Die Topografie ist leicht hügelig; das Dorf liegt auf einer Höhe von etwa 90 Metern über dem Meeresspiegel. Die Umgebung ist durch Äcker, Wiesen und Feldgehölze geprägt.

### Ortsgliederung
Der Ortsteil Adersheim besteht aus dem historischen Dorfkern und kleineren neueren Siedlungsbereichen am nördlichen und östlichen Rand. In alten Quellen ist zudem ein Ort namens „Klein Adersheim“ etwa 1,3 km südlich auf der Straße nach Fümmelse belegt.

## Geschichte
Vom Adelsgeschlecht von Adersheim gibt es Belege in der Zeit von 1218 bis 1228 und von 1352. Die ehemalige Burgstelle war eine Turmburg mit Wassergraben. Von dieser Burg zeugt heute ein von Wasser umgebener Hügel. Um 1800 war der Besitzer der Burg ein „Burgmeister“. 1390 wurden um den Burghof 16 Hufen gezählt, von 1430 bis 1846 waren es 14 Hufen mit 4 Kothöfen. Die Pfarrkirche des Orts wurde im 13. Jahrhundert erwähnt. Adersheim war ein Lehen derer von Saldern, ab 1430 ein Pfand des Cyriakusstift in Braunschweig. Das Stift verteilte es 1542 und 1566 auf zwei Meierhöfe. Die Pfarrei von Adersheim wurde 1542 vakant und nach Fümmelse verlegt, später nach Leinde und 1564 nach Vallstedt.
Erste urkundliche Erwähnung fand Adersheim im Jahr 1150 in einer Urkunde des Klosters Sankt Ludgeri in Helmstedt. Bereits 1182 wurde der Ort Adersheim geschrieben. Neben dem Ort Adersheim gab es Klein Adersheim, etwa 1,3 Kilometer südlich auf der Straße nach Fümmelse gelegen.
Schreibweisen wie Adersem, Adershem, Ardesheim, Hardesheim, Aderseim, Adersumb und Arsen sind bekannt.
Am 1. März 1974 trat der Eingemeindungsvertrag mit der Stadt Wolfenbüttel in Kraft.

## Politik

### Ortsrat
- GfA: 5

Der Ortsrat, der Adersheim vertritt, setzt sich aus fünf Mitgliedern zusammen. Die Ratsmitglieder werden durch eine Kommunalwahl für jeweils fünf Jahre gewählt. Bei der Kommunalwahl 2021 ergab sich folgende Sitzverteilung:
- Wählergruppe „Gemeinsam für Adersheim“ (GfA): 5 Sitze

### Ortsbürgermeister
Ortsbürgermeister ist seit 2016 Dirk Meier.

## Kultur und Sehenswürdigkeiten
- Die evangelische Kirche St. Jacobi steht im Mittelpunkt des Dorfes.
- In der Ortsmitte befand sich zur Zeit der Ortsentstehung die Burg Adersheim als Turmhügelburg.